# ینس لین
ینس لین (انگلیسی: Jens Lien؛ زادهٔ ۱۴ سپتامبر ۱۹۶۷) کارگردان اهل کشور نروژ است. وی در سال ۱۹۹۳ از آموزشگاه فیلم لندن فارغ‌التحصیل شد. در آن هنگام، پروژه پایان تحصیل وی فیلم کوتاهی به نام «مونتانا» بود که در یک جشنواره فیلم کوتاه در گریمستا خوش درخشید.
این کارگردان برنده جوایزی همچون جایزه آماندا شده است.